# Pepe Mediavilla
José Fernández Mediavilla, más conocido como Pepe Mediavilla (Barcelona, 27 de abril de 1940 - 19 de abril de 2018), fue un actor de doblaje español.

## Biografía
Tras estudiar en el Instituto del Teatro de Barcelona, junto a Alberto Trifol, Javier Dotú, Ana María Simón, Claudi García y Enric Arredondo entre otros, a mediados de la década de 1960 entra a trabajar en el estudio de doblaje La Voz de España, donde José Luis Sansalvador le dio su primer papel importante en el doblaje de Doce del patíbulo (1967), doblando a Jim Brown. También en esa década dio voz al carismático personaje Spock de la serie Star Trek: la serie original.
Tras casi 20 años doblando personajes secundarios, gracias a las series de televisión pudo hacerse con papeles protagonistas, destacando sus doblajes de series como Extraños, Coraje (ambos en 1985), Loco de remate (1989) y La pasión de Gabriel (1991).
A partir de la década de 1990, Mediavilla adquirió una gran popularidad en el medio gracias a convertirse en el actor de doblaje más habitual en Madrid y Barcelona del actor Morgan Freeman y por el papel del mago Gandalf en la trilogía cinematográfica de El Señor de los Anillos. Su voz era bastante grave, por lo que también ha sido solicitada en el mundo de la publicidad para spots y cuñas radiofónicas.
Uno de sus papeles más destacados en la animación es el doblaje a uno de los personajes de la serie Inspector Gadget, el Dr.Gang. Además puso voz en secuelas como la de Gadget y los Gadgetinis. 
En 2006 hizo la narración del programa de TVE El coro de la cárcel. 
Dos de sus hijos son también actores de doblaje: Núria Mediavilla y José Luis Mediavilla.
A principios de febrero de 2013, Mediavilla comenzó un proyecto uniendo poesía y música junto a Joe Atlan, a través de la plataforma Youtube.
Fue el actor de doblaje encargado de la narración de los videojuegos Sacred, Sacred Underworld, Fallout 3, Fallout: New Vegas y Candle.
Siempre dispuesto a ayudar a los jóvenes cineastas participó en varios cortometrajes, sobre todo como voz: La Apuesta de Pascal de David Galán Galindo, Hidden Devil, El Ascensor, Cabronazi: El Origen, Los Ocultos, En la Penumbra, Reencuentro, Para Sonia y la Gran Conquista.
Causa de su muerte hasta el momento desconocida. Según informaciones sufría del corazón desde hace mucho tiempo

## Número de doblajes de actores más conocidos
- Voz habitual de Morgan Freeman (en 54 películas).
- Voz habitual de James Earl Jones (en 19 películas).
- Voz habitual de Ian McKellen (en 16 películas).
- Voz habitual de Philip Baker Hall (en 14 películas).
- Voz habitual de Victor Argo (en 11 películas).

## Filmografía
| Actor original        | Título                                                  | Personaje                             | Año       |
| --------------------- | ------------------------------------------------------- | ------------------------------------- | --------- |
| Alec McCowen          | 007: Nunca digas nunca jamás                            | Q                                     | 1983      |
| Andrew Stanton        | Toy Story 2                                             | Emperador Zurg                        | 1999      |
| Vincent Pastore       | Shark Tale                                              | Luca                                  | 2004      |
| Bernard Fox           | Titanic                                                 | Coronel Archibald Gracie IV           | 1997      |
| Bernard Fox           | La momia                                                | Cap. Winston Havlock                  | 1999      |
| Bill Kirchenbauer     | Aterriza como puedas                                    | Capitán Geline                        | 1980      |
| Bob Hoskins           | Enemigo a las puertas                                   | Nikita Jrushchov                      | 2001      |
| Bruce M. Fisher       | Fuga de Alcatraz                                        | Lobo                                  | 1979      |
| Bunta Sugawara        | El viaje de Chihiro                                     | Kamaji                                | 2001      |
| Christian Redl        | Der Untergang                                           | Alfred Jodl                           | 2004      |
| Christopher Lloyd     | Anastasia                                               | Rasputín                              | 1997      |
| Daisuke Gōri          | Tekken: The Motion Picture                              | Heihachi Mishima                      | 1998      |
| DeForest Kelley       | Star Trek: La película                                  | Doctor Leonard "Bones" McCoy          | 1979      |
| DeForest Kelley       | Star Trek VI: aquel país desconocido                    | Doctor Leonard "Bones" McCoy          | 1991      |
| Edward James Olmos    | La ruta hacia El Dorado                                 | Jefe Tanabok                          | 2000      |
| Gilbert R. Hill       | Superdetective en Hollywood                             | Inspector Douglas Todd                | 1984      |
| Gilbert R. Hill       | Superdetective en Hollywood 2                           | Inspector Douglas Todd                | 1987      |
| Gilbert R. Hill       | Superdetective en Hollywood 3                           | Inspector Douglas Todd                | 1994      |
| George Harris         | Indiana Jones en busca del arca perdida                 | Capitán Simon Katanga                 | 1981      |
| George Kennedy        | Aeropuerto                                              | Joe Patroni                           | 1970      |
| George Kennedy        | Aeropuerto 75                                           | Joe Patroni                           | 1974      |
| George Kennedy        | Aeropuerto 80                                           | Joe Patroni                           | 1979      |
| George Kennedy        | Agárralo como puedas                                    | Capitán Ed Hocken                     | 1988      |
| George Kennedy        | Agárralo como puedas 2 1/2: El aroma del miedo          | Capitán Ed Hocken                     | 1991      |
| George Kennedy        | Agárralo como puedas 33 ⅓: El insulto final             | Capitán Ed Hocken                     | 1994      |
| Helmut Qualtinger     | El nombre de la rosa                                    | Remigio da Varagine                   | 1986      |
| Hulk Hogan            | Rocky III                                               | Thunderlips                           | 1982      |
| Ian McKellen          | El Señor de los Anillos: la Comunidad del Anillo        | Gandalf                               | 2001      |
| Ian McKellen          | El Señor de los Anillos: las dos torres                 | Gandalf                               | 2002      |
| Ian McKellen          | El Señor de los Anillos: el retorno del Rey             | Gandalf                               | 2003      |
| Ian McKellen          | El hobbit: un viaje inesperado                          | Gandalf                               | 2012      |
| Ian McKellen          | El hobbit: la desolación de Smaug                       | Gandalf                               | 2013      |
| Ian McKellen          | El hobbit: la batalla de los Cinco Ejércitos            | Gandalf                               | 2014      |
| Todd Hansen           | The Lego Movie                                          | Gandalf                               | 2014      |
| Ian McKellen          | Mr. Holmes                                              | Sherlock Holmes                       | 2015      |
| Ian McKellen          | The Wolverine                                           | Erik Lehnsherr / Magneto              | 2013      |
| James Cromwell        | Babe, el cerdito valiente                               | Arthur Hoggett                        | 1995      |
| James Cromwell        | Babe, el cerdito en la ciudad                           | Arthur Hoggett                        | 1998      |
| James Earl Jones      | La caza del Octubre Rojo                                | Almirante James Greer                 | 1990      |
| James Earl Jones      | Juego de patriotas                                      | Almirante James Greer                 | 1992      |
| James Earl Jones      | Peligro inminente                                       | Almirante James Greer                 | 1994      |
| Jerzy Stuhr           | Tres colores: Blanco                                    | Jurek                                 | 1994      |
| Jim Carter            | Top Secret!                                             | Tour Eiffel                           | 1984      |
| John Goodman          | Los Picapiedra                                          | Pedro Picapiedra                      | 1994      |
| John Goodman          | El emperador y sus locuras                              | Pacha                                 | 2000      |
| John Goodman          | El libro de la selva 2                                  | Baloo                                 | 2003      |
| John Goodman          | El emperador y sus locuras 2: La gran aventura de Kronk | Pacha                                 | 2005      |
| Charles Martinet      | Super Smash Bros. Brawl                                 | Mario                                 | 2008      |
| John Larch            | Aterriza como puedas 2                                  | Abogado                               | 1982      |
| John Rhys-Davies      | Indiana Jones y la última cruzada                       | Sallah                                | 1989      |
| Kenneth Cranham       | Roma                                                    | Pompeyo el Grande                     | 2005      |
| Leonard Nimoy         | Star Trek: La serie original                            | Spock                                 | 1966-1969 |
| Leonard Nimoy         | El oro de nadie                                         | Miller                                | 1972      |
| Michael Clarke Duncan | La milla verde                                          | John Coffey                           | 1999      |
| Michael Clarke Duncan | El rey Escorpión                                        | Balthazar                             | 2002      |
| Michael Clarke Duncan | Daredevil                                               | Wilson Fisk / Kingpin                 | 2003      |
| Michael Gough         | Sleepy Hollow                                           | James Hardenbrook                     | 1999      |
| Morgan Freeman        | Brubaker                                                | Walter                                | 1980      |
| Morgan Freeman        | Sin perdón                                              | Ned Logan                             | 1992      |
| Morgan Freeman        | Cadena perpetua                                         | Ellis Boyd Redding "Red"              | 1994      |
| Morgan Freeman        | Seven                                                   | Teniente William Somerset             | 1995      |
| Morgan Freeman        | El coleccionista de amantes                             | Alex Cross                            | 1997      |
| Morgan Freeman        | Deep Impact                                             | Presidente de Estados Unidos.Tom Beck | 1998      |
| Morgan Freeman        | Pánico nuclear                                          | William Cabot                         | 2002      |
| Morgan Freeman        | Como Dios                                               | Dios                                  | 2003      |
| Morgan Freeman        | Million Dollar Baby                                     | Eddie "Scrap Iron" Dupris             | 2004      |
| Morgan Freeman        | El caso Slevin                                          | El Jefe                               | 2006      |
| Morgan Freeman        | Dame 10 razones                                         | Morgan Freeman                        | 2006      |
| Morgan Freeman        | Sigo como Dios                                          | Dios                                  | 2007      |
| Morgan Freeman        | Ahora o nunca                                           | Carter Chambers                       | 2007      |
| Morgan Freeman        | El caballero oscuro                                     | Lucius Fox                            | 2008      |
| Morgan Freeman        | Invictus                                                | Nelson Mandela                        | 2009      |
| Morgan Freeman        | Red                                                     | Joe Mathenson                         | 2010      |
| Morgan Freeman        | El caballero oscuro: la leyenda renace                  | Lucius Fox                            | 2012      |
| Morgan Freeman        | Oblivion                                                | Malcolm Beech                         | 2013      |
| Morgan Freeman        | Red 2                                                   | Joe Mathenson                         | 2013      |
| Morgan Freeman        | Lucy                                                    | Pr. Samuel Norman                     | 2014      |
| Morgan Freeman        | Ático sin ascensor                                      | Alex                                  | 2014      |
| Muse Watson           | Abierto hasta el amanecer 2: Texas Blood Money          | C.W.                                  | 1999      |
| Pat Hingle            | Batman                                                  | Comisario James Gordon                | 1989      |
| Pat Hingle            | Batman Forever                                          | Comisario James Gordon                | 1995      |
| Pat Hingle            | Batman y Robin                                          | Comisario James Gordon                | 1997      |
| Pat Roach             | Willow                                                  | General Kael                          | 1988      |
| Paul Winfield         | Terminator                                              | Teniente Edward "Ed" Traxler          | 1984      |
| Pepe Mediavilla       | La Apuesta de Pascal                                    | Narrador                              | 2012      |
| Pepe Mediavilla       | Dentro del túnel                                        | Narrador                              | 2012      |
| Pepe Mediavilla       | El ascensor                                             | Narrador                              | 2015      |
| Pepe Mediavilla       | En la penumbra                                          | Narrador                              | 2012      |
| Pepe Mediavilla       | Hidden Devil                                            | Narrador                              | 2017      |
| Pepe Mediavilla       | La invitada                                             | Narrador                              | 2017      |
| Pepe Mediavilla       | Reencuentro                                             | Mario                                 | 2013      |
| Pepe Mediavilla       | Río arriba                                              | Caronte                               | 2011      |
| Phil Rubenstein       | RoboCop 2                                               | Poulos                                | 1990      |
| Robert DoQui          | RoboCop                                                 | Sargento Warren Reed                  | 1987      |
| Robert DoQui          | RoboCop 3                                               | Sargento Warren Reed                  | 1993      |
| Ron Mueck             | Dentro del laberinto                                    | Ludo                                  | 1986      |
| Roy Chiao             | Indiana Jones y el templo maldito                       | Lao Che                               | 1984      |
| Shigeru Chiba         | Final Fantasy V: La Leyenda de los Cristales            | Valkus                                | 1999      |
| Tarô Ishida           | Metrópolis                                              | Duque Rojo                            | 2001      |
| Thom Gossom Jr.       | El club de la lucha                                     | Detective Stern                       | 1999      |
| Todd Hansen           | La Lego película                                        | Gandalf                               | 2014      |
| Tony Burton           | Rocky                                                   | Tony "Duke" Evers                     | 1976      |
| Tony Burton           | Rocky II                                                | Tony "Duke" Evers                     | 1979      |
| Tony Burton           | Rocky IV                                                | Tony "Duke" Evers                     | 1985      |
| Tony Burton           | Rocky V                                                 | Tony "Duke" Evers                     | 1990      |
| Tony Burton           | Rocky Balboa                                            | Tony "Duke" Evers                     | 2006      |
| Ving Rhames           | Pulp Fiction                                            | Marcellus Wallace                     | 1994      |
| Will Sampson          | Poltergeist II: El otro lado                            | Taylor                                | 1986      |
| Hiroshi Ôtake         | Mazinger Z                                              | Boss                                  | 1976      |